# Anna Siewierska
Anna Siewierska (ur. 25 grudnia 1955 w Gdyni, zm. 6 sierpnia 2011 w Đà Lạt) – polska językoznawczyni, specjalistka w zakresie typologii lingwistycznej.

## Życiorys
Magisterium z językoznawstwa uzyskała na Uniwersytecie Monasha w Melbourne. Jej praca magisterska (1979) została opublikowana w wydaniu książkowym (1984) i była licznie cytowana. Doktoryzowała się na tej samej uczelni.
Zginęła w wypadku samochodowym w południowym Wietnamie. Po jej śmierci ustanowiono Nagrodę Anny Siewierskiej.

## Wybrana twórczość
- The passive: A comparative linguistic analysis (1984)
- Word order rules (1988)
- Person agreement and the determination of alignment (2003)
- Linguistic typology: Where functionalism and formalism almost meet (2006)